# Île Kitchener
Pour les articles homonymes, voir Kitchener (homonymie).
L'île Kitchener, en arabe Geziret an-Nabatat (« île aux plantes »), est une île fluviale du sud de l'Égypte intégralement occupée par un jardin botanique.

## Géographie

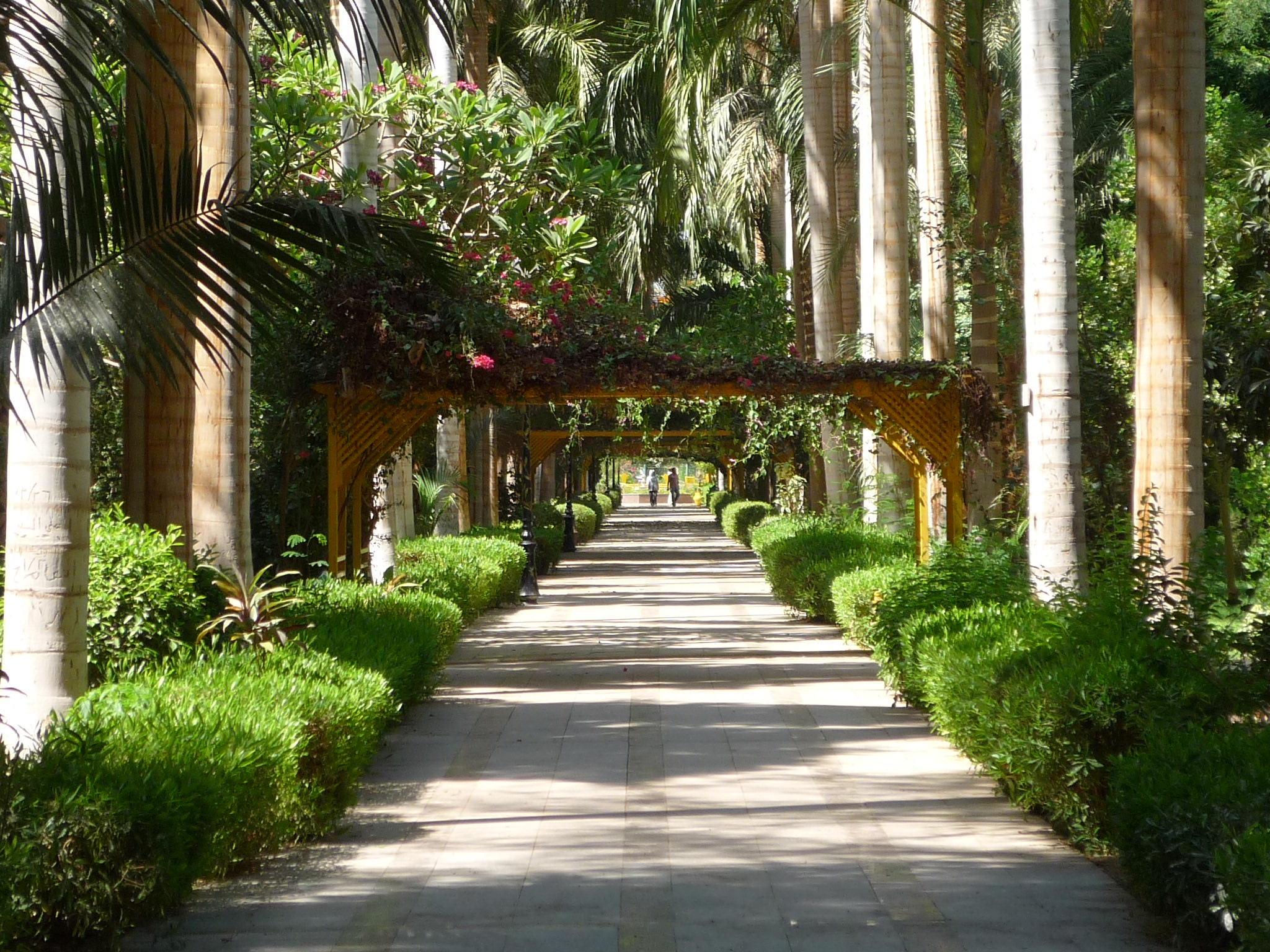
Vue d'une allée du jardin botanique de l'île Kitchener.

L'île Kitchener est située sur le Nil, en face de la ville d'Assouan. Elle est entourée par d'autres îles et rochers formant la première cataracte du Nil, notamment l'île Éléphantine à l'est. S'étirant sur environ 750 mètres de longueur, elle est orientée selon un axe sud-ouest-nord-est.
Les seules constructions de l'île sont au nord un débarcadère et le centre d'accueil des visiteurs et au sud les bâtiments d'horticulture, des cafés et un deuxième débarcadère. Le reste de l'île est occupé par une collection de plantes formant un jardin botanique. L'île est le but d'une balade en felouque proposée aux touristes qui visitent Assouan mais les habitants de la ville s'y rendent aussi pour se détendre. L'île Kitchener est reliée à l'île Éléphantine et à Assouan par un service de transport.

## Histoire
L'île Kitchener a été baptisée en l'honneur du sirdar Horatio Herbert Kitchener qui l'a reçue de la part du gouvernement égyptien en remerciement de ses services lors de la guerre des mahdistes entre 1896 et 1898. Avec l'aide du ministre de l'Irrigation, Kitchener en a fait un Jardin d'acclimatation et d'expérimentation de plantes et d'animaux utiles en y réunissant de nombreux spécimens de plantes d'Afrique équatoriale et d'Asie tropicale.
Redevenue propriété du gouvernement égyptien, elle a été utilisée comme laboratoire de recherche sur la nutrition puis comme laboratoire de recherche biologique.